# Androcalva multiloba
Androcalva multiloba är en malvaväxtart som först beskrevs av C.F.Wilkins och Whitlock, och fick sitt nu gällande namn av C.F.Wilkins och Whitlock. Androcalva multiloba ingår i släktet Androcalva och familjen malvaväxter. Inga underarter finns listade i Catalogue of Life.